# Cmentarz rzymskokatolicki w Baćkowicach
Cmentarz rzymskokatolicki w Baćkowicach – zabytkowy cmentarz założony w połowie XIX wieku,znajdujący się w gminie Baćkowice, powiat opatowski, usytuowany jest na południowych krańcach miejscowości, około 100 metrów od kościoła.
Cmentarz miał kształt zbliżony do prostokąta. Otoczony jest murem kamiennym z bramą od strony północno-wschodniej. Zachowało się kilkanaście nagrobków i płyt nagrobnych z przełomu XIX i XX wieku. Zgrupowana są one w pobliżu wejścia. Najstarszy zachowany nagrobek pochodzi z roku 1861.
W okresie I wojny światowej, na cmentarzu pochowano Franciszka Pększyc-Grudzińskiego oraz 3 innych legionistów (Darocha, Bagniewskiego oraz Czyża) poległych czasie walk pod Konarami. W 1918 roku polskich żołnierzy ekshumowano i przeniesiono na inne cmentarze w Gołoszycach lub Iwaniskach.